# Giada Galizi
Giada Galizi (Roma, 20 luglio 1993) è una nuotatrice italiana.
È una nuotatrice italiana specializzata nei 50 e 100 m stile libero. Ha fatto il suo esordio nella squadra nazionale di nuoto nel 2014, quando è stata convocata agli Europei di Berlino come staffettista.

## Carriera
Esordisce nella nazionale italiana in occasione dei Campionati europei di Berlino quando viene convocata, dal commissario tecnico, come staffettista. Durante la prima giornata dei Campionati scende in acqua nei 100 m stile libero contro Chiara Masini Luccetti. Lo scopo di questo "spareggio" voluto dai tecnici federali, è quello di selezionare la miglior atleta da inserire nel quartetto nella finale della staffetta 4x100 m stile libero. Giada vince in 55"13 (primato personale) su Chiara Masini Luccetti, la quale chiude in 55"68.
La sera del 18 agosto disputa la sua prima gara a livello internazionale come staffettista assieme a Federica Pellegrini, Alice Mizzau e Erika Ferraioli. Scende in acqua in terza frazione e conclude in 54"59. Al termine della gara, complice la squalifica per cambio irregolare della nazionale danese, vince con le compagne la medaglia di bronzo. In questa occasione stabiliscono anche il nuovo primato italiano in 3'37"63 dal precedente 3'39"84.
La mattina del giorno successivo si presenta per le batterie dei 100 m stile libero e si qualifica per le semifinali con il diciottesimo tempo in 55"62. Al pomeriggio non riesce ad entrare in finale poiché conclude quattordicesima in 55"60.
Il 22 agosto disputa la 4x100 m sl mista con Luca Dotto, Luca Leonardi ed Erika Ferraioli. Ancora una volta arriva sul podio e conquista l'oro con il record europeo e dei campionati. La sua frazione è di 54"40. Conclude quindi la sua partecipazione agli Europei con una medaglia d'oro e una di bronzo, vinte entrambe in staffetta.

## Palmarès
| Europei di nuoto        | 100 m st. libero     | 4x100 m st. libero              | 4x100 m st. libero mista     |
| 2014 Berlino Germania   | 14ª 55"60 Semifinali | Bronzo 3'37"63 (Frazione 54"59) | Oro 3'25"02 (Frazione 54"40) |
| Giochi del Mediterraneo | ---                  | 4x100 m st. libero              | ---                          |
| 2018 Tarragona Spagna   | ---                  | Oro 3'39"95                     | ---                          |
| Europei giovanili       | ---                  | 4×100 m st. libero              | ---                          |
| 2009 Praga Rep. Ceca    | ---                  | Argento: 3'46"57                | ---                          |